# Lingue germaniche del Reno-Weser
Le lingue germaniche del Reno-Weser (o del Weser-Reno) sono un ipotetico gruppo di antichi dialetti germanici occidentali che sarebbero i principali antenati diretti delle attuali lingue basso-franconi nonché un importante substrato delle lingue tedesche centrali occidentali. Questa denominazione fu introdotta dal linguista tedesco Friedrich Maurer in sostituzione del precedente nome di lingue istevoniche, del quale rimane sostanzialmente sinonima.

## Nomenclatura
Il termine istevonico deriva dal nome degli Istevoni (in latino: Istaevones), uno dei raggruppamenti linguistico-culturali di tribù germaniche occidentali menzionati da Tacito nella sua opera Germania. Plinio il Vecchio specificò inoltre che gli Istevoni vivevano lungo il Reno. Maurer, basandosi su Plinio, usò il termine per definire anche i dialetti parlati dai Catti e dai Franchi, stanziati presso le rive nordoccidentali del Reno, che furono i probabili eredi dei precedenti Istevoni.
La denominazione di germanico del Reno-Weser fu invece mutuata in seguito dal nome della facies archeologica associata ai popoli germanici della medesima area e finì col rimpiazzare il precedente nome di istevonico, ritenuto inappropriato data l'impossibilità, per mancanza di testimonianze dirette, di collegare in maniera chiara e definitiva questi dialetti con quelli parlati dagli antichi Istevoni.

## Teoria
Maurer sosteva che il modello cladistico ad albero, utilizzato universalmente come metodo di classificazione nella linguistica del XIX e inizio del XX secolo, fosse del tutto inadeguato a descrivere le relazioni tra le moderne lingue germaniche, specialmente tra quelle appartenenti al loro ramo occidentale. Invece di immaginare che l'antico inglese, l'antico olandese, l'antico sassone, l'antico frisone e l'antico alto tedesco si fossero semplicemente separati a partire da un singolo "proto-germanico occidentale" comune, egli suggerì che ci fosse in origine molta più distanza tra le varie lingue delle regioni germaniche, e che solo in seguito esse si siano riavvicinate per un processo di mescolanza e convergenza.
Sembra che il germanico del Reno-Weser avesse caratteristiche transizionali tra il germanico dell'Elba e il germanico del Mare del Nord, con poche innovazioni proprie.